# Cristiano (football, 1976)
Pour les articles homonymes, voir Cristiano et Roland (homonymie).
Cristiano Rocha Canedo Roland, plus communément appelé Cristiano, né le 4 octobre 1976 à Porto Alegre au Brésil, est un footballeur brésilien qui évolue au poste de défenseur. 

## Parcours en club
- 1996 : Vasco da Gama -  Brésil
- 1997 - 1998 : Grêmio Porto Alegre -  Brésil
- 1998 - 2002 : SC Beira-Mar -  Portugal
- 2002 - 2004 : Benfica Lisbonne -  Portugal
- 2004 - 2005 : CF Belenenses -  Portugal
- 2005 - 2006 : EC Juventude -  Brésil
- 2006 - 2008 : Atromitos FC -  Grèce
- 2008 - 2008 : SC Beira-Mar -  Portugal
- 2009 - 2013 : T&T Hanoi -  Viêt Nam
- 2008 - 2008 : SC Beira-Mar -  Portugal

## Palmarès
- Champion du Brésil en 1997
- Vainqueur de la Coupe du Portugal en 2004
- Champion du Viêt Nam en 2010